# Rahatchow
Rahatchow (en biélorusse : Рагачоў ; en łacinka : Rahačaŭ) ou Rogatchev (en russe : Рогачёв), plus exactement Rogatchiov, est une ville de la voblast de Homiel (ou oblast de Gomel), en Biélorussie, et le centre administratif du raïon de Rahatchow. Sa population s'élevait à 34 937 habitants en 2016.

## Géographie
Rahatchow est située dans le nord de la voblast, à la limite de la voblast de Moguilev, sur la rive droite du Dniepr et à son confluent avec la Drout. La ville se trouve à 25 km au nord de Jlobine, à 49 km de Bobrouïsk et à 108 km de Homiel, la capitale de la voblast.
Elle est à l'intersection des routes Bobrouïsk – Krytchaw et Moguilev – Jlobine et elle est desservie par la ligne de chemin de fer Moguilev – Jlobine.

## Histoire
La première mention écrite de la cité date de 1142. Rahatchow a abrité une très importante communauté juive, réduite à néant pendant la Seconde Guerre mondiale. Elle comptait 5 047 personnes en 1897 (soit 55,5 % de la population totale) et 6 320 personnes en 1923 (63,2 %).
Après le déclenchement de l'opération Barbarossa de nombreux Juifs de Rahatchow partent vers l'Est, grâce à la ligne de chemin de fer, pour être recrutés dans les rangs de l'Armée rouge. Le 3 juillet 1941, l'armée allemande s'empare de la ville. Le 1er novembre 1941, entre 1 500 et 2 700 Juifs enfermés dans le ghetto et contraints aux travaux forcés sont tués. Les Allemands exterminent ensuite les enfants issus de familles mixtes dans la ville.

## Population
Recensements (*) ou estimations de la population :
| 1880  | 1897* | 1923*  | 1926*  | 1939*  | 1959*  | 1970*  |
| ----- | ----- | ------ | ------ | ------ | ------ | ------ |
| 4 437 | 9 038 | 11 234 | 10 332 | 15 168 | 10 156 | 16 008 |

| 1979*  | 1989*  | 1999*  | 2009*  | 2014   | 2015   | 2016   |
| ------ | ------ | ------ | ------ | ------ | ------ | ------ |
| 25 070 | 35 757 | 35 900 | 33 702 | 34 689 | 34 828 | 34 937 |

## Jumelage
- Prachatice (Tchéquie)

## Personnalités
- Anatoli Lvovich Kaplan (en) (1902-1980), peintre et sculpteur russe.
- Nikolaï Gorbatchiov (1948-), céiste soviétique, champion olympique.
- Sergueï Baoutine (1967–), joueur de hockey sur glace russe.
- Joseph Rosen (connu comme le Rogatchover Gaon) (1858-1936) est un rabbin connu comme Génie (Gaon) pour ses connaissances talmudiques, un des plus grands talmudistes du début du XXe siècle.